# Winterbourne (Gloucestershire)
Winterbourne é uma vila e paróquia civil em South Gloucestershire, Gloucestershire, na região sudoeste da Inglaterra, nos arredores de Bristol. A aldeia tinha uma população de 8.623 no censo demográfico de 2001.
A maior parte de Winterbourne fica numa colina. É cercada parcialmente por bosques e campos, a maioria
com acesso ao público, mas o desenvolvimento urbano reduziu bastante essas áreas. O rio Frome serpenteia
por um vale entre Winterbourne e Frampton Cotterell ao leste. O Bradley Brook corre entre Winterbourne, Bradley Stoke 
e Stoke Gifford, ao oeste. 

## Residentes notáveis
O inventor Harry Grindell Matthews nasceu em Winterbourne em 1880. Sua casa de infância foi localizada no que é hoje o The Grove Residencial Lar de Idosos na High Street, onde há uma placa azul comemorando esta data.
J. K. Rowling, autora dos livros de Harry Potter, viveu em Winterbourne e frequentou a escola primária de St Michael, até ela ter nove anos de idade. O sobrenome Potter originou-se de alguns de seus amigos da aldeia.